# جائزة نوبل في الأدب 1908
مُنحت جائزة نوبل في الأدب لعام 1908 للفيلسوف الألماني رودولف كريستوف يوكين «تقديراً لبحثه الجاد عن الحقيقة، وقدرته على اختراق الفكر، ونطاق رؤيته الواسع، والدفء والقوة في العرض التي اتسمت بها أعماله العديدة. لقد أثبت وطور فلسفة مثالية للحياة». وهو ثاني ألماني يحصل على الجائزة وأول فيلسوف يحصل عليها. 

## الحائز على جائزة
ركز رودولف يوكين فلسفته على التجربة الإنسانية. حيث أكد أن الإنسان هو مكان التقاء الطبيعة والروح وأنه على الإنسان التغلب على طبيعته غير الروحية من خلال السعي بنشاط وراء الحياة الروحية. بعض أعماله الرئيسية هي:
- وحدة الحياة الروحية ، 1888 (بالألمانية: Die Einheit des Geisteslebens)
- التيارات الرئيسية للأفكار الحديثة ، 1908 (بالألمانية: Geistige Strömungen der Gegenwart)
- معنى وقيمة الحياة ، 1908 (بالألمانية: Der Sinn und Wert des Lebens)
- الفرد والمجتمع ، 1923 (بالألمانية: Der Sozialismus und seine Lebensgestaltung).[2] [3]

## الترشيحات
لم يسبق أن تم ترشيح يوكين للجائزة من قبل مما جعله أحد الفائزين العشرة الذين فازوا في مناسبة نادرة عندما حصلوا على جائزة نوبل في الأدب في نفس العام الذي تم فيه ترشيحهم لأول مرة. حصل على ترشيح واحد من عضو في الأكاديمية السويدية.
في المجموع، تلقت الأكاديمية 23 ترشيحًا لـ 16 فردًا. من بين المرشحين ياروسلاف فرتشليكو، أدولف فون هارناك، سيلما لاغيرلوف، جون مورلي، ألجرنون تشارلز سوينبرن، أنطونيو فوغازارو، والمثير للجدل إليزابيث فورستر-نيتشه. 

### قائمة المرشحين
| No. | المرشح للجائزة                       | الدولة          | المجالات                                      |
| --- | ------------------------------------ | --------------- | --------------------------------------------- |
| 1   | Georgios Souris (1853–1919)          | Greece          | الشعر، songwriting                            |
| 2   | Julio Calcaño (1840–1918)            | Venezuela       | الشعر، النقد الأدبي، الرواية                  |
| 3   | ثيودور زان (1838–1933)               | Germany         | علوم اللاهوت، المقالات                        |
| 4   | أدولف فون هارناك (1851–1930)         | Estonia Germany | التاريخ، علوم اللاهوت                         |
| 5   | سلمى لاغرلوف (1858–1940)             | Sweden          | الرواية، القصة القصيرة                        |
| 6   | Alfred Hutchinson (1859–1930)        | United States   | القانون، المقالات                             |
| 7   | جون مورلي (1838–1923)                | United Kingdom  | السير، النقد الأدبي، المقالات                 |
| 8   | ألغيرنون تشارلز سوينبورن (1837–1909) | United Kingdom  | الشعر، الدراما، النقد الأدبي، الرواية         |
| 9   | Jaroslav Vrchlický (1853–1912)       | Czech Republic  | الشعر، الدراما، الترجمة                       |
| 10  | رودلف أوكن (1846–1926)               | Germany         | الفلسفة                                       |
| 11  | Joseph Viktor Widmann (1842–1911)    | Switzerland     | الرواية، القصة القصيرة، الدراما، النقد الأدبي |
| 12  | Ángel Guimerá Jorge ‏ (1845–1924)     | Spain           | الدراما، الشعر                                |
| 13  | جورج لانسينغ رايموند (1839–1929)     | United States   | المقالات، الفلسفة                             |
| 14  | إدموندو دي أميجي (1846–1908)         | Italy           | الرواية، القصة القصيرة، الشعر                 |
| 15  | Antonio Fogazzaro (1842–1911)        | Italy           | الرواية، الشعر، القصة القصيرة                 |
| 16  | إليزابيث فورستر نيتشه (1846–1935)    | Germany         | المقالات، السيرة الذاتية                      |

## ردود الفعل
يعتبر اختيار الفيلسوف رودولف كريستوف يوكين الحائز على جائزة نوبل عام 1908 أحد أسوأ الأخطاء في تاريخ جائزة نوبل في الأدب. كان المرشحون الرئيسيون للجائزة في ذلك العام هم الشاعر ألجيرنون سوينبرن والمؤلفة سلمى لاغيرلوف، ولكن تم تقسيم الأكاديمية بين المرشحين، وكحل وسط، تم اختيار اسم يوكين، ممثل تفسير الأكاديمية لـ «الاتجاه المثالي» لنوبل، كبديل المرشح الذي يمكن الاتفاق عليه. 
يصف بيرتون فيلدمان، مؤلف كتاب «جائزة نوبل: جدل تاريخ العباقرة» و «بريستيج»، يوكين بأنه حائز على الجائزة «منسي لدرجة أنه حتى الفلاسفة يتفاجئون عادة من كونه منهم». بينما يصفه الصحفي ستيوارت ريد من مجلة ذي أتلانتيك بأنه «فيلسوف منسي بجدارة ولم يكن مهمًا على الإطلاق».

## محاضرة نوبل
ألقى يوكين محاضرة نوبل بعنوان المذهب الطبيعي أم المثالية؟ في 27 مارس 1909 في ستوكهولم.

## الروابط الخارجية
- خطاب حفل توزيع الجوائز CD af Wirsén nobelprize.org